# Association des sports et comité national olympique des Tonga
Le Comité olympique des Tonga (en anglais, Tonga Sports Association and National Olympic Committee) est le comité national olympique des Tonga, fondé en 1963. Elle n'est reconnue par le CIO que depuis 1984.